# William Francis O’Shea
William Francis O’Shea MM (* 9. Dezember 1884 in Greenwich Village, Manhattan, New York City; † 22. Februar 1945) war ein US-amerikanischer Ordensgeistlicher und Missionar.
O’Shean wuchs in Hoboken, New Jersey auf und arbeitete nach seinem Schulabschluss als Buchhalter, Stenograf sowie bei der Marine. 1912 trat er aufgrund des Rates eines jüdischen Freundes ins Priesterseminar in Hawthorne ein und wurde am 5. Dezember 1917 zum Priester für den Maryknoll-Missionsorden geweiht. 1919 wurde er in die Mission nach China gesandt. 1924 wurde er der erste Prokurator in Hong Kong. Im selben Jahr wurde er auch Mitglied des Generalrats und kehrte in die USA zurück. Er wurde Regens im Seminar in Venard. Beim ersten Generalkapitel 1929 wurde er zum Generalsekretär gewählt.
Am 11. Juli 1939 ernannte Papst Pius XII. ihn zum Apostolischen Vikar von Heijo in Korea und Titularbischof von Naissus. Am selben Tag erhob der Papst die Apostolische Präfektur Peng-yang zum Apostolischen Vikariat Heijo. Der Papst persönlich spendete ihm und elf weiteren Missionsbischöfen am 29. Oktober 1939 die Bischofsweihe. Mitkonsekratoren waren Celso Costantini, Sekretär der Kongregation für die Verbreitung des Glaubens, und Henri Streicher MAfr, Apostolischer Vikar von Uganda. Während des Zweiten Weltkrieges wurde er von den Japanern interniert und 1942 nach Gripsholm repartriert. Am 17. April 1944 nahm der Papst seinen Rücktritt als Apostolischer Vikar an.